# Derchigny
Derchigny, également nommée localement Derchigny-Graincourt, est une ancienne commune française située dans le département de la Seine-Maritime, en région Normandie.
Dans le cadre de la fusion le 1er janvier 2016 des 18 communes qui constituaient la communauté de communes du Petit Caux pour former la commune nouvelle du Petit-Caux, Derchigny devient à cette date une de ses communes déléguées.

## Géographie
| Belleville-sur-Mer | Berneval-le-Grand | Saint-Martin-en-Campagne |
| Ancourt            | Derchigny         | Glicourt                 |
| Ancourt            | Sauchay           | Sauchay                  |

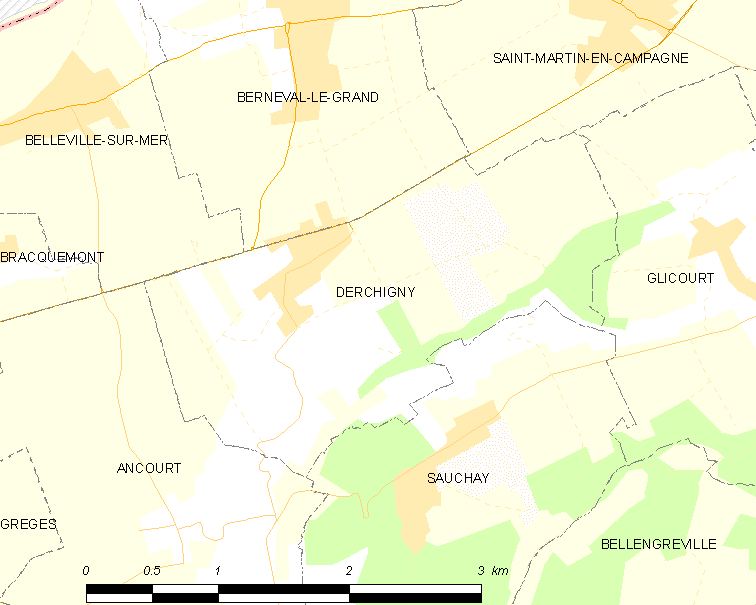
Carte de la commune.

La commune est située à neuf kilomètres à l'est de Dieppe.

## Toponymie
Également nommée, localement, Derchigny-Graincourt. Fusion de Derchigny et de Graincourt en 1822.
Derchigny : le nom de la localité est attesté sous la forme Dercheigni vers 1240.
Graincourt : ancienne paroisse réunie à celle de Derchigny  est attesté sous la forme Grincort vers 1240.

## Histoire
Graincourt est réunie à Derchigny en 1822.

## Politique et administration

### Intercommunalité
La commune était membre de la communauté de communes du Petit Caux. Celle-ci s'est transformée le 1er janvier 2016 en commune nouvelle sous le nom du Petit-Caux et les 18 communes qui constituaient l'intercommunalité deviennent des communes déléguées, reprenant le nom et les limites territoriales des anciennes communes.
Le projet de schéma départemental de coopération intercommunale présenté par le préfet de Seine-Maritime le 2 octobre 2015 dans le cadre de l'approfondissement de la coopération intercommunale prévu par la Loi portant nouvelle organisation territoriale de la République (Loi NOTRe) du 7 août 2015 prévoit la fusion de la communauté de communes des Monts et Vallées (12 338 habitants), de cette commune nouvelle du Petit-Caux (9 042 habitants), et  une commune membre de la communauté de communes de Londinières (264 habitants).

### Liste des maires
| Période                                  | Période | Identité             | Étiquette | Qualité |
| ---------------------------------------- | ------- | -------------------- | --------- | ------- |
| Les données manquantes sont à compléter. |         |                      |           |         |
| 1792                                     | 1793    | Marc-Antoine Blyx    |           |         |
| 1793                                     | 1799    | M. Lagnel            |           |         |
| 1799                                     | 1800    | Gabriel Morlait      |           |         |
| 1800                                     | 1809    | Joseph Lagnel        |           |         |
| 1809                                     | 1810    | François Leborgne    |           |         |
| 1810                                     | 1817    | Jean-Jacques Lecomte |           |         |
| 1817                                     | 1818    | Eugène de Clercy     |           |         |
| 1818                                     | 1822    | Antoine Burel        |           |         |

| Période                                  | Période | Identité                      | Étiquette | Qualité |
| ---------------------------------------- | ------- | ----------------------------- | --------- | ------- |
| Les données manquantes sont à compléter. |         |                               |           |         |
| 1792                                     | 1792    | Jacques Petiteville           |           |         |
| 1792                                     | 1794    | François Petit                |           |         |
| 1794                                     | 1794    | Guillaume Petiteville         |           |         |
| 1794                                     | 1806    | M. Leborgne                   |           |         |
| 1806                                     | 1809    | Jean Berthe                   |           |         |
| 1809                                     | 1817    | Jacques Clémence              |           |         |
| 1817                                     | 1821    | Valery Allix                  |           |         |
| 1821                                     | 1822    | Ferdinand Varin de Saint-Ouen |           |         |

| Période                                  | Période       | Identité                     | Étiquette | Qualité                                                 |
| ---------------------------------------- | ------------- | ---------------------------- | --------- | ------------------------------------------------------- |
| Les données manquantes sont à compléter. |               |                              |           |                                                         |
| 1822                                     | 1831          | Eugène de Clercy             |           |                                                         |
| 1831                                     | 1848          | Comte Alexandre d'Haubersart |           | Pair de France Conseiller général                       |
| 1848                                     | 1851          | Michel Dufour                |           |                                                         |
| 1851                                     | 1861          | Thomas Benet                 |           |                                                         |
| 1861                                     | 1878          | François Guyant              |           |                                                         |
| 1878                                     | 1884          | Édouard Berard               |           |                                                         |
| 1884                                     | 1899          | Paul Berard                  |           |                                                         |
| 1899                                     | mai 1904      | Alphonse Gaudry              |           |                                                         |
| mai 1904                                 | 1940          | Alfred Berard                |           |                                                         |
| 1940                                     | mars 1965     | Joseph Ferment               |           |                                                         |
| mars 1965                                | mars 1971     | Jean Bouquet                 |           |                                                         |
| mars 1971                                | mars 1983     | Michel Lefebvre              |           |                                                         |
| mars 1983                                | mars 1988     | Robert Coudrais              |           |                                                         |
| mars 1988                                | mars 2001     | Marcel Fouldrin              |           | Cheminot                                                |
| mars 2001                                | 19 août 2015  | Daniel Maréchal              |           | Retraité d’Alpine Décédé en fonction                    |
| novembre 2015                            | décembre 2015 | Muriel Plart                 |           | Devient maire déléguée de Derchigny le 1er janvier 2016 |

| Période      | Période  | Identité        | Étiquette | Qualité                      |
| ------------ | -------- | --------------- | --------- | ---------------------------- |
| janvier 2016 | 2020     | Muriel Plart    |           |                              |
| 2020         | En cours | Annabelle Jacob |           | Maire-adjointe de Petit-Caux |

## Démographie
L'évolution du nombre d'habitants est connue à travers les recensements de la population effectués dans la commune depuis 1793. À partir du 1er janvier 2009, les populations légales des communes sont publiées annuellement dans le cadre d'un recensement qui repose désormais sur une collecte d'information annuelle, concernant successivement tous les territoires communaux au cours d'une période de cinq ans. 
Pour les communes de moins de 10 000 habitants, une enquête de recensement portant sur toute la population est réalisée tous les cinq ans, les populations légales des années intermédiaires étant quant à elles estimées par interpolation ou extrapolation. Pour la commune, le premier recensement exhaustif entrant dans le cadre du nouveau dispositif a été réalisé en 2004,.
En 2013, la commune comptait 552 habitants, en évolution de +2,6 % par rapport à 2008 (Seine-Maritime : +0,48 %, France hors Mayotte : +2,49 %).
| 1793 | 1800 | 1806 | 1821 | 1831 | 1836 | 1841 | 1846 | 1851 |
| ---- | ---- | ---- | ---- | ---- | ---- | ---- | ---- | ---- |
| 83   | 85   | 88   | 95   | 459  | 446  | 434  | 407  | 418  |

| 1856 | 1861 | 1866 | 1872 | 1876 | 1881 | 1886 | 1891 | 1896 |
| ---- | ---- | ---- | ---- | ---- | ---- | ---- | ---- | ---- |
| 413  | 389  | 412  | 392  | 380  | 392  | 397  | 414  | 391  |

| 1901 | 1906 | 1911 | 1921 | 1926 | 1931 | 1936 | 1946 | 1954 |
| ---- | ---- | ---- | ---- | ---- | ---- | ---- | ---- | ---- |
| 360  | 376  | 377  | 369  | 319  | 346  | 359  | 392  | 354  |

| 1962 | 1968 | 1975 | 1982 | 1990 | 1999 | 2004 | 2009 | 2013 |
| ---- | ---- | ---- | ---- | ---- | ---- | ---- | ---- | ---- |
| 282  | 291  | 314  | 379  | 384  | 416  | 476  | 559  | 552  |

## Culture locale et patrimoine

### Lieux et monuments
Le château de Wargemont a été reconstruit au XVIIIe siècle (IMH) : décor peint par Auguste Renoir au rez-de-chaussée (IMH).

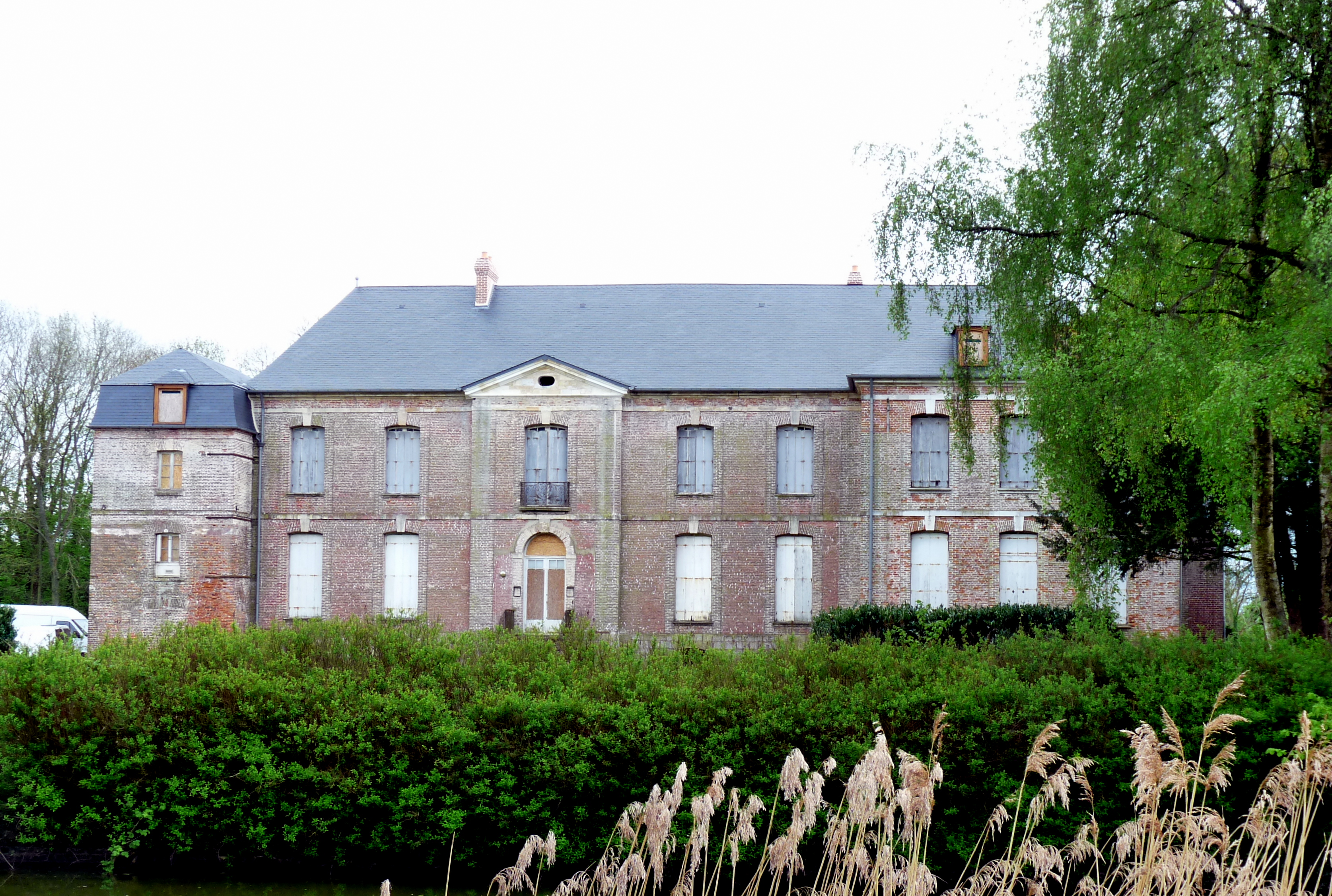
Château de Clieu.

Le château de Clieu à Derchigny est la propriété de la communauté de communes du Petit Caux. Construit en 1689 par Mathieu Jean De Clieu et par son fils Gabriel de Clieu en 1789,.
L'église Saint-Valery présente des vestiges du XIe siècle.
L'église Saint-Matthieu, église paroissiale construite en 1763, devient chapelle lorsqu'elle est acquise par la famille de Beaunay.

### Héraldique
| Blason de Derchigny | Blason  | De sinople à la barre d'argent, accompagnée en chef du château du lieu d'or, et en pointe d'une feuille de caféier du même mise en barre. Ornements extérieursSoutien : « deux épis de blé d'or, les tiges passées en sautoir ». |
| Blason de Derchigny | Détails | Créé par le Conseil français d’héraldique. Adopté le 27 juin 1995. |